# Passerelle André-Léo
La passerelle André Léo est une passerelle piétonne enjambant le jardin de Reuilly, dans le 12e arrondissement de Paris, en France.

## Nom
Le premier nom de la passerelle provient d'une désignation systématique des voies de circulation parisiennes pour lesquelles aucune identification préalable n'a été enregistrée. « BZ/12 » indique qu'il s'agit de la 78e voie du 12e arrondissement à s'être trouvée dans ce cas.
Le nom descriptif de « passerelle du parc de Reuilly » (ou du « jardin de Reuilly ») est également rencontré, même s'il ne correspond pas à sa désignation dans la nomenclature officielle des voies de Paris. La ville de Paris utilise également le terme de « passerelle Reuilly » dans sa liste des ouvrages d'art.
En mai 2021, la passerelle est nommée passerelle André Léo en l'honneur de Victoire Léodile Béra dite André Léo, romancière, journaliste militante féministe notamment sous la Commune de Paris.

## Caractéristiques
La passerelle a été créée en 1992 dans le cadre de l'aménagement de la ZAC Reuilly. Il s'agit d'un pont à haubans, en bois et en métal, destiné aux piétons, d'une longueur d'environ 80 m. Elle relie la rue Jacques-Hillairet à l'ouest à l'allée Vivaldi à l'est.
Partie intégrante de la coulée verte René-Dumont, elle assure la transition entre la portion qui provient de Bastille par le viaduc des Arts, en hauteur par rapport à la rue, et celle qui s'étend à l'est du jardin de Reuilly et qui est située en contrebas de celle-ci.

## Galerie

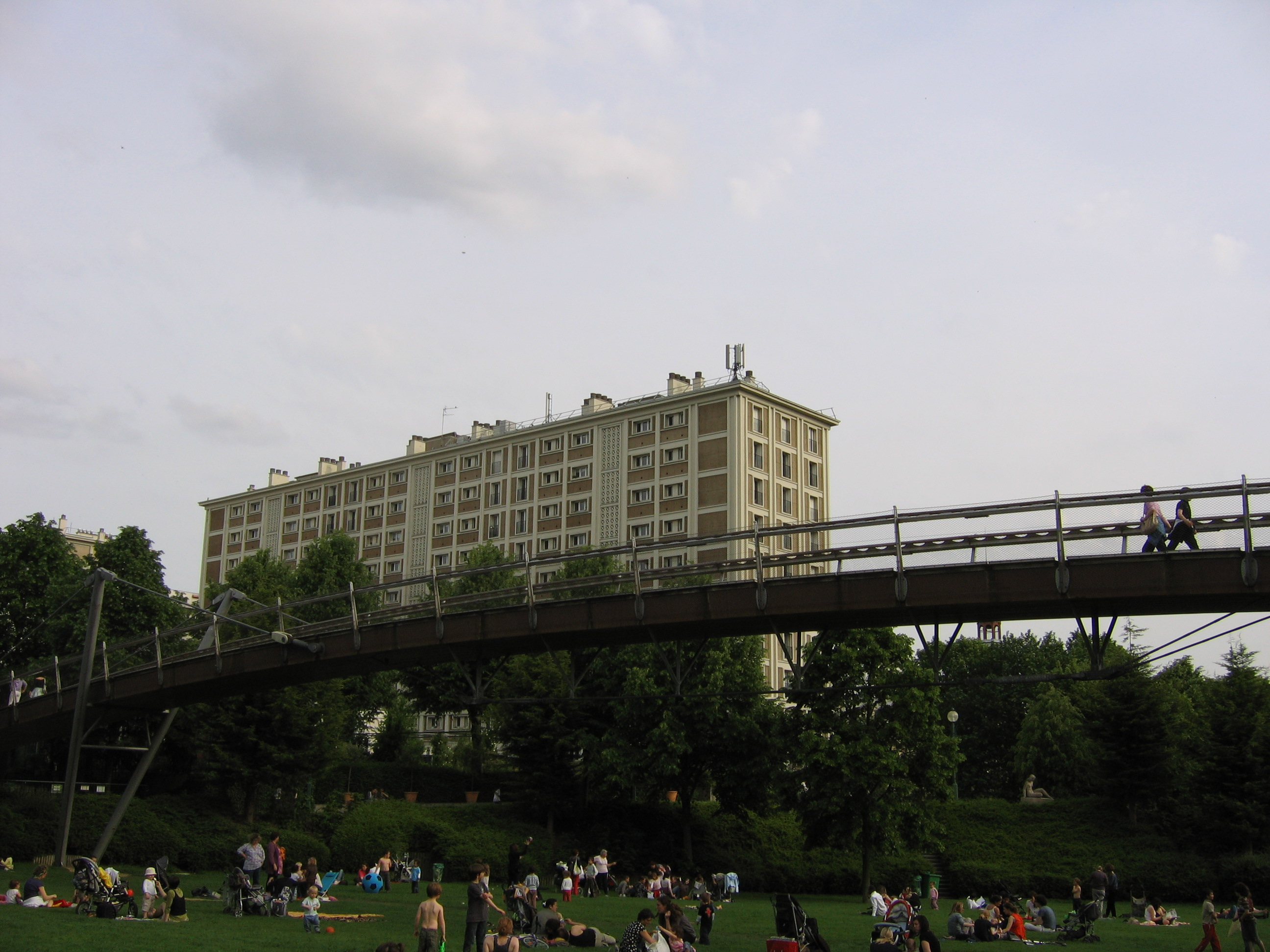
Vue de la passerelle.
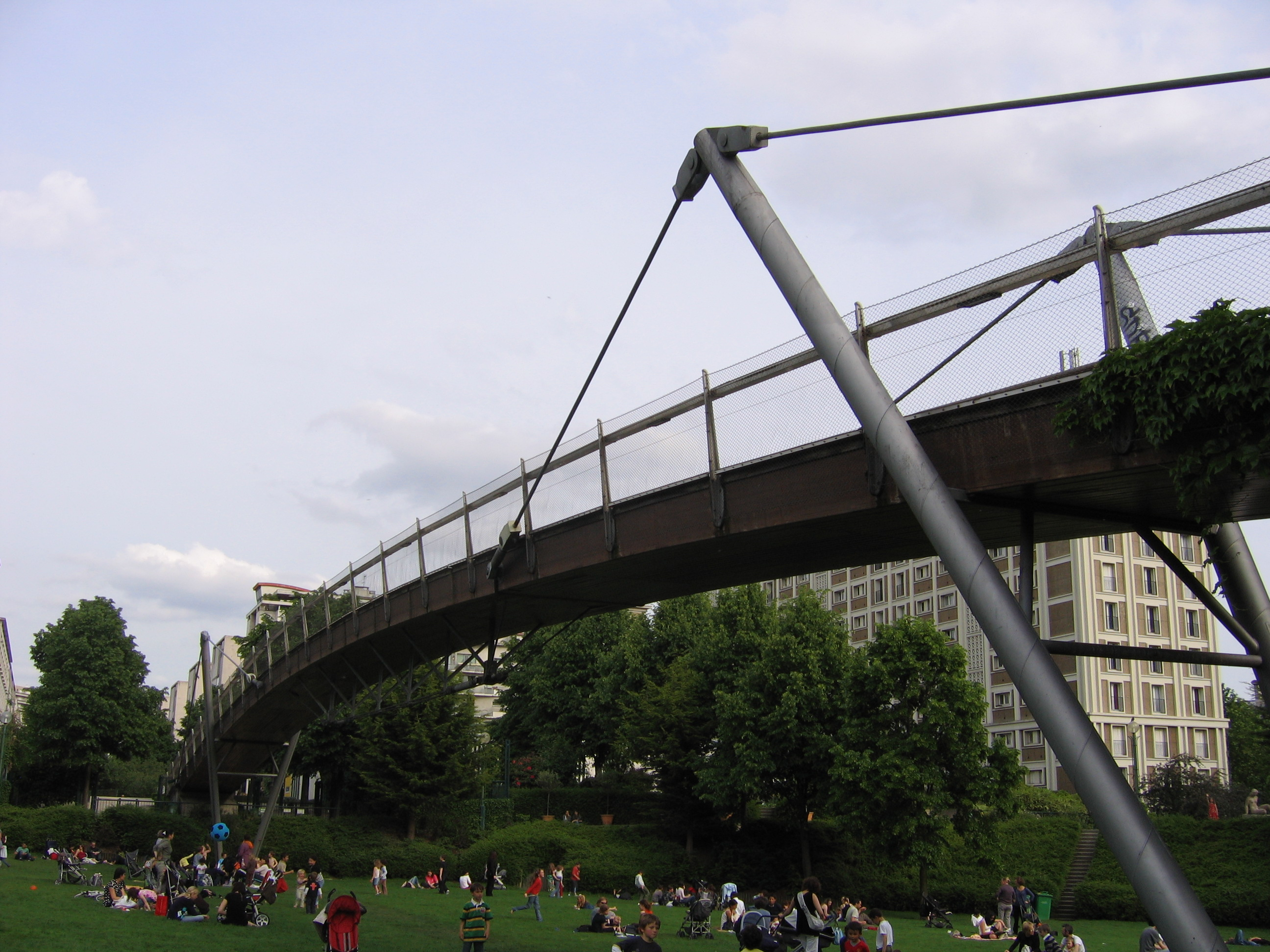
Vue de la passerelle.
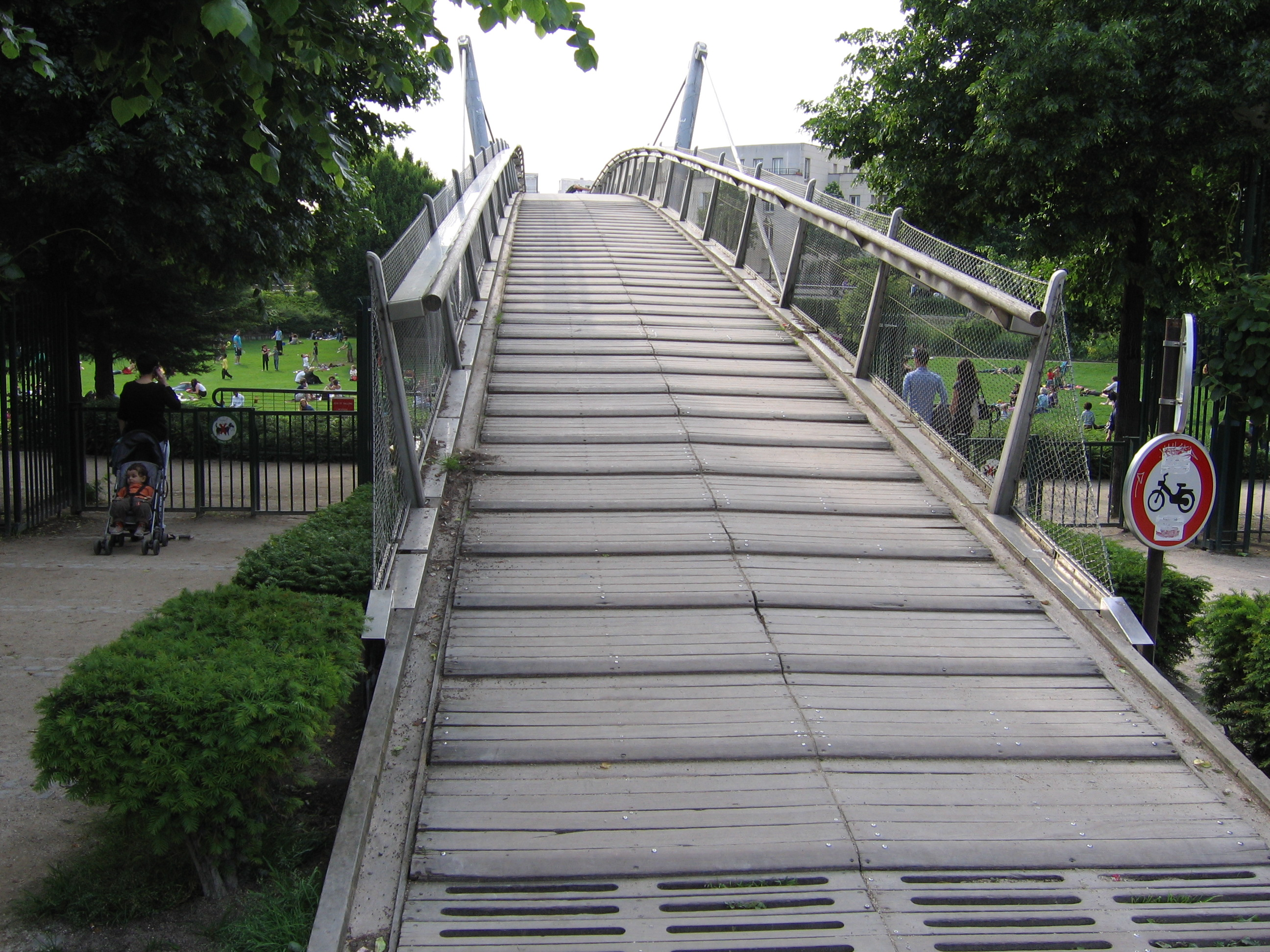
Vue de la passerelle.
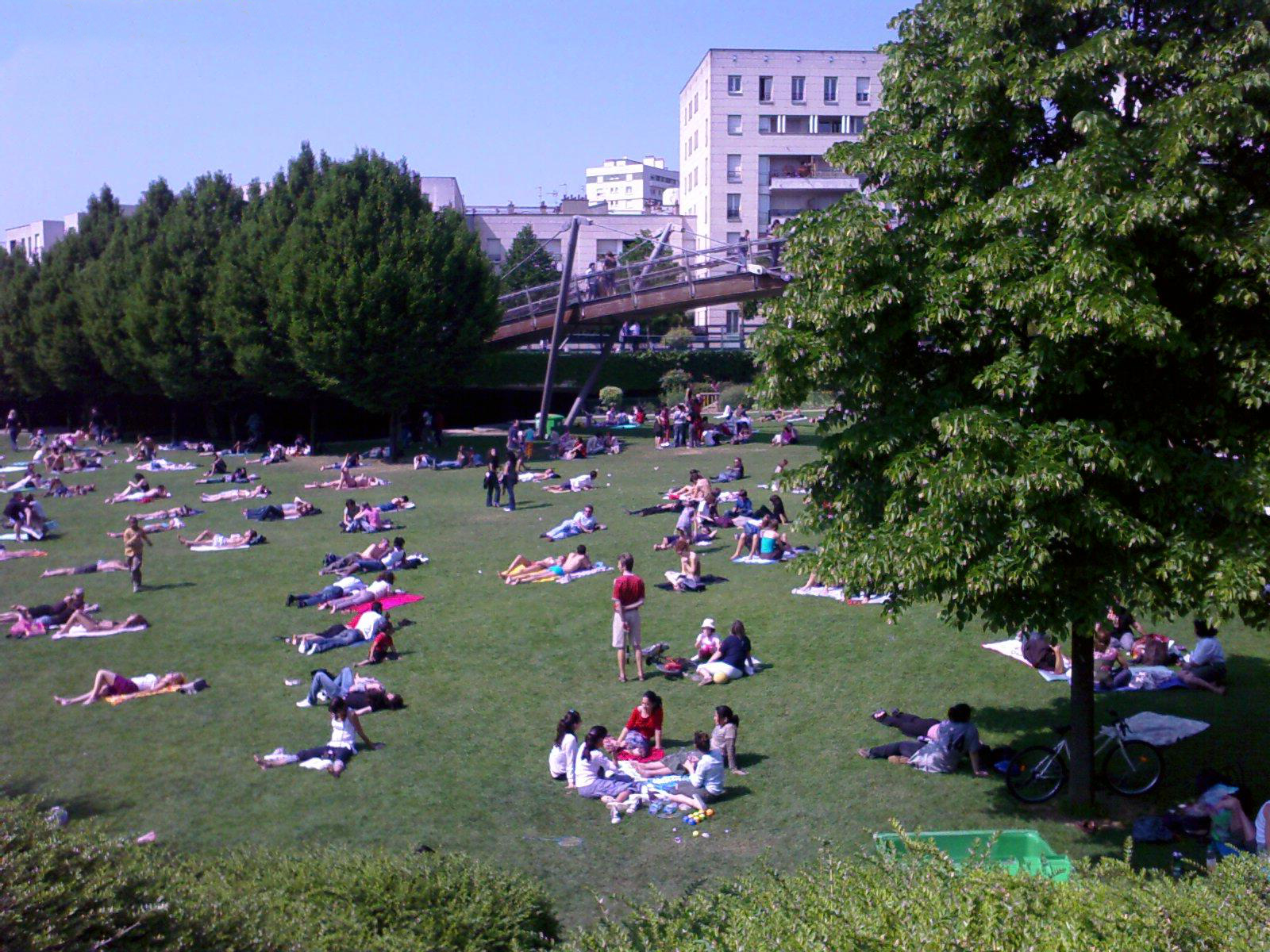
Vue de la pelouse du jardin de Reuilly.